# Kivijärvi (sjö i Finland, Norra Karelen)
Kivijärvi är en sjö i Finland. Den ligger i kommunen Valtimo i landskapet Norra Karelen, i den centrala delen av landet, 500 km nordost om huvudstaden Helsingfors. Kivijärvi ligger 176,1 meter över havet. I omgivningarna runt Kivijärvi växer i huvudsak blandskog. Den är 2,3 meter djup. Arean är 61,1 hektar och strandlinjen är 4,05 kilometer lång. Sjön  ingår i Vuoksens huvudavrinningsområde. 
I övrigt finns följande vid Kivijärvi:
- Autiojärvi (en sjö)